# Zierbeek (waterloop)
De Zierbeek is een beek in Vlaams-Brabant die behoort tot het stroomgebied van de Schelde. 
De Zierbeek ontspringt in Schepdaal. Ze wordt gevoed door de Doornbeek, ter hoogte van de Jan De Trochstraat, en de Zibbeek, in het centrum van Sint-Martens-Bodegem. De Zierbeek mondt uit in de Steenvoordebeek aan het Castelhof, ten noorden van Sint-Martens-Bodegem.